# 帕勒斯坦鎮區 (密蘇里州庫珀縣)
帕勒斯坦鎮區（英語：Palestine Township）是位於美國密蘇里州庫珀縣的一個行政鎮區。

## 地方資料
帕勒斯坦鎮區的面積為116.48平方千米，當中陸地面積為116.34平方千米，而水域面積為0.14平方千米。根據2020年美國人口普查的數據，當地共有人口387人，而人口密度為每平方千米3.32人。